# HMS Zodiac (R54)
HMS Zodiac (R54/D54) là một tàu khu trục lớp Z được Hải quân Hoàng gia Anh Quốc chế tạo trong Chương trình Khẩn cấp Chiến tranh của Chiến tranh Thế giới thứ hai. Hoạt động cho đến hết Thế Chiến II, nó tiếp tục phục vụ cùng Hải quân Hoàng gia cho đến năm 1955, rồi được bán cho Israel và phục vụ cùng Hải quân Israel như là chiếc INS Yaffo (K-42). Con tàu đã tác chiến trong vụ Khủng hoảng kênh đào Suez năm 1956 và cuộc Chiến tranh Sáu ngày năm 1967 cho đến khi ngừng hoạt động năm 1972 và bị tháo dỡ.

## Thiết kế và chế tạo
Zodiac được đặt hàng vào ngày 12 tháng 2 năm 1942 như một phần của Chi hạm đội Khẩn cấp 10. Nó được đặt lườn vào ngày 7 tháng 11 năm 1942 tại xưởng tàu của hãng John I. Thornycroft ở Woolston. Nó được hạ thủy vào ngày 11 tháng 3 năm 1944; và nhập biên chế cùng Hải quân Hoàng gia Anh vào ngày23 tháng 10 năm 1944.

## Lịch sử hoạt động

### Thế Chiến II
Sau khi hoàn tất chạy thử máy và trang bị, Zodiac gia nhập Chi hạm đội Khu trục 2 trong thành phần Hạm đội Nhà, hoạt động tại Bắc Hải và dọc theo bờ biển Na Uy, rồi chuyển sang Khu vực tiếp cận Tây Bắc để hộ tống các Đoàn tàu vận tải Bắc Cực chuyển hàng tiếp liệu sang Liên Xô. Đến năm 1945, nó cùng các tàu chị em cùng lớp Zephyr (R19) và Zest (R02) được điều sang Chi hạm đội Khu trục 29, và từng hoạt động một thời gian tại Wilhelmshaven, căn cứ chính của Hải quân Đức.

### Sau chiến tranh
Zodiac quay trở lại cùng Chi hạm đội Khu trục 2 vào năm 1946, và được đưa về thành phần dự bị tại Portsmouth từ năm 1947 đến năm 1948. Nó được chuyển sang Chi hạm đội Huấn luyện 2 đặt căn cứ tại Portland vào năm 1949, rồi lại rút về thành phần dự bị tại Portmouths từ năm 1952. Con tàu được tái trang bị tại Penarth vào năm 1954, trước khi được bán cho Israel vào ngày 15 tháng 7, 1955.

### INSYaffo(K-42)
Con tàu được đại tu tại xưởng tàu của hãng Crighton tại Liverpool, trước khi nhập biên chế cùng Hải quân Israel như là chiếc INS Yaffo (K-42) vào năm 1956. Cùng được chuyển cho Israel còn có tàu chị em Zealous (R39), vốn được đổi tên thành Eilat.
Trong vụ Khủng hoảng kênh đào Suez năm 1956, vào sáng ngày 31 tháng 10, tàu khu trục Ai Cập Ibrahim el Awal, nguyên là chiếc HMS Mendip lớp Hunt của Anh chuyển giao, đã đi đến bắn phá cảng Haifa của Israel. Yaffo cùng với Eilat và tàu khu trục Pháp Kersaint (D622) đã phản công, buộc chiếc tàu Ai Cập phải rút lui về hướng cảng Port Said. Ibrahim al-Awal sau đó bị hai máy bay Dassault Ouragan của Không quân Israel tấn công, bị hư hại nặng và phải đầu hàng. Con tàu bị phía Israel tịch thu để gia nhập Hải quân Israel và đổi tên thành Haifa.

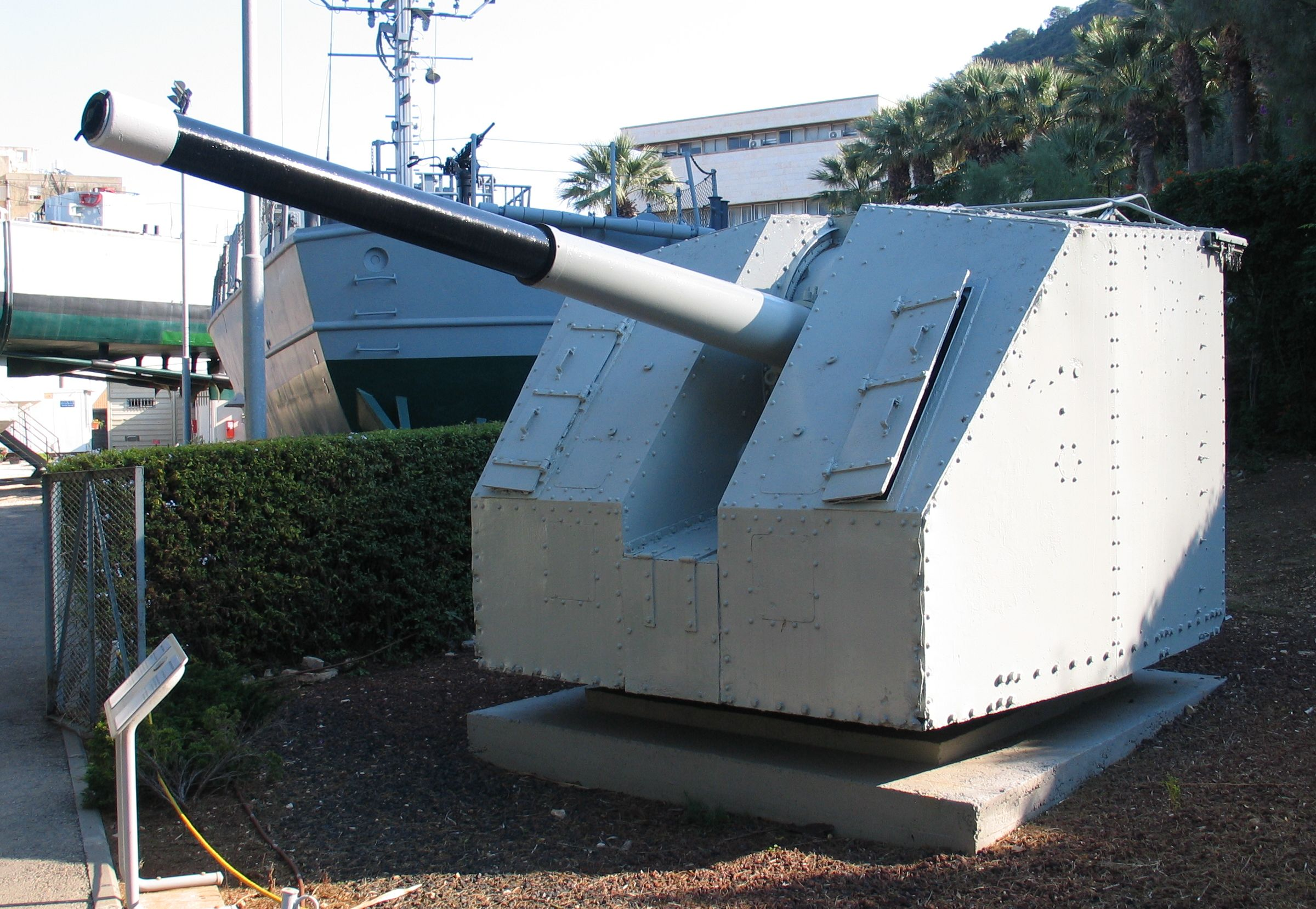
khẩu pháo 4,5-inch nguyên của INS Yaffo

Yaffo còn tiếp phục vụ trong cuộc Chiến tranh sáu ngày năm 1967, và tiếp tục cho đến khi rút biên chế năm 1972 và bị tháo dỡ. Một tháp pháo 4.5-inch của nó được bảo tồn tại Bảo tàng Cô lập Di dân và Hải quân tại Haifa.